# Ted Mellors
Edward Ambrose Mellors, född 10 april 1907 i Chesterfield, Derbyshire, död 7 juni 1946 i Birmingham, var en engelsk motorcykelförare. 
Mellors, till yrket ingenjör, var under 1930-talet Europas mest segerrika förare i klass B, i vilken han blev Europamästare 1938 och tvåa 1939. Han började tävla 1928. Bland hans segrar, samtliga med ett undantag vunna med New Imperial i A-klassen och Velocette i övriga klasser, märks Englands Lightweight TT 1939 (Benelli), klass A 1931 och 1932 och klass B 1936 och 1939 i Belgiens GP, som 1939 även gällde Europas GP, klass A 1930, klass B 1936 och 1937 och klass C 1937 i Frankrikes GP, klass A 1932 och 1933 och klass B 1936 i Hollands TT, klass B i Italiens GP 1937 och 1938 samt klass A 1932 och klass B 1937 och 1938 i Ulster GP. I Sveriges GP, i vilket han deltog 1930–1939 sju gånger, blev Mellors tvåa i klass A 1930, vann klass B 1934 och 1937 samt blev tvåa 1936 och 1939.